# Nonières
Nonières ist eine Ortschaft und eine ehemalige französische Gemeinde mit 212 Einwohnern (Stand: 1. Januar 2022) im Département Ardèche in der Region Auvergne-Rhône-Alpes. Sie gehörte zum Arrondissement Tournon-sur-Rhône und zum Kanton Haut-Eyrieux.
Mit Wirkung vom 1. Januar 2019 wurden die ehemaligen Gemeinden Nonières und Saint-Julien-Labrousse zur Commune nouvelle Belsentes zusammengeschlossen, in der die früheren Gemeinden den Status einer Commune déléguée haben. Der Verwaltungssitz befindet sich im Ort Nonières.

## Lage
Nachbarorte sind Saint-Jean-Roure im Nordwesten, Saint-Prix im Norden und im Nordosten, Saint-Julien-Labrousse im Südosten, Saint-Barthélemy-le-Meil im Süden, Saint-Cierge-sous-le-Cheylard im Südwesten und Saint-Martin-de-Valamas im Westen.

## Bevölkerungsentwicklung
| Jahr      | 1962 | 1968 | 1975 | 1982 | 1990 | 1999 | 2008 | 2014 |
| --------- | ---- | ---- | ---- | ---- | ---- | ---- | ---- | ---- |
| Einwohner | 274  | 229  | 184  | 174  | 181  | 180  | 206  | 216  |

## Sehenswürdigkeiten

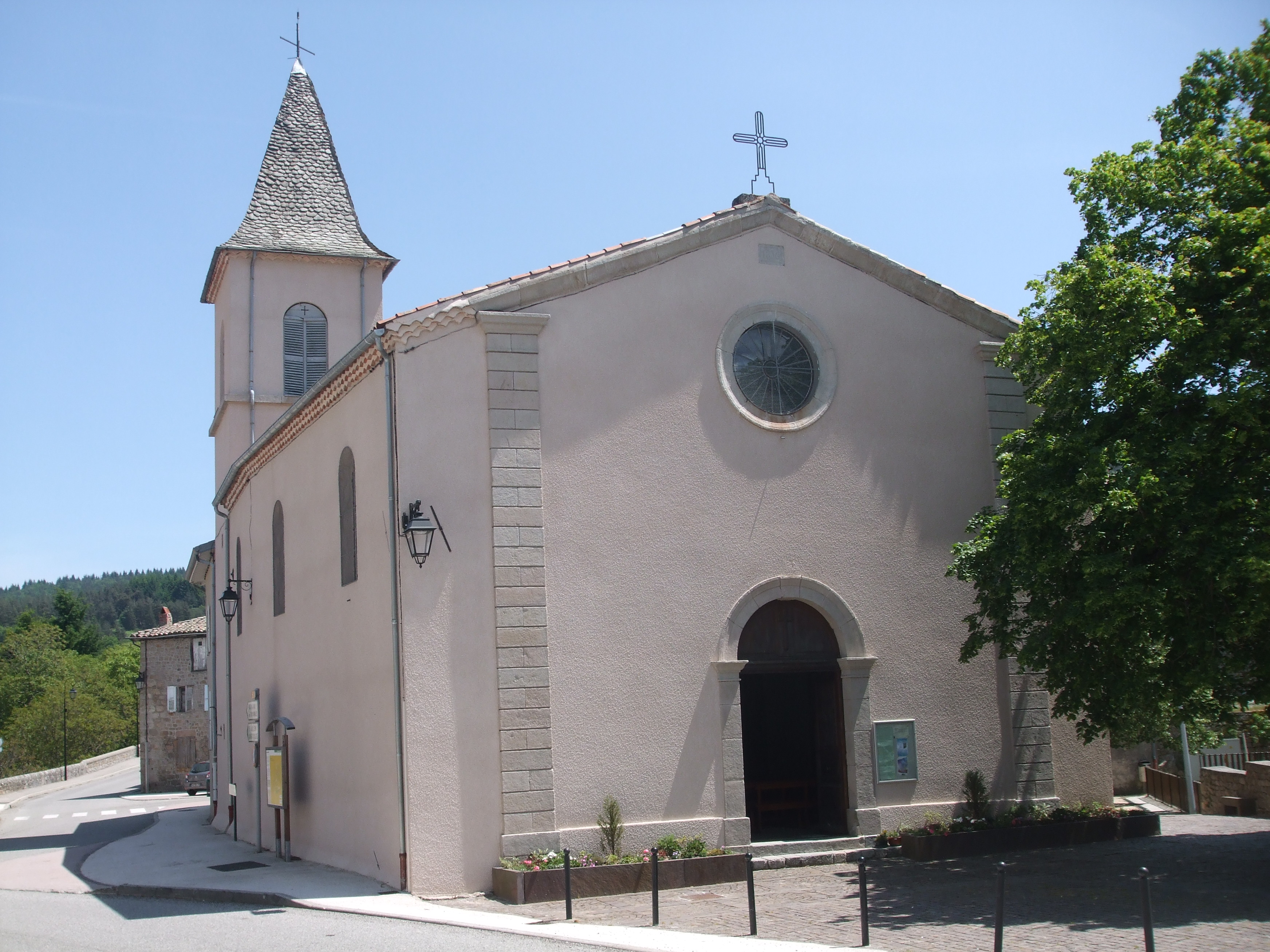
Kirche Saint-Jacques

- Kirche Saint-Jacques